# Rio Carnaíba de Dentro
Rio Carnaíba de Dentro är ett periodiskt vattendrag i Brasilien.   Det ligger i delstaten Bahia, i den östra delen av landet, 500 km öster om huvudstaden Brasília.
Omgivningarna runt Rio Carnaíba de Dentro är huvudsakligen savann. Runt Rio Carnaíba de Dentro är det mycket glesbefolkat, med 6 invånare per kvadratkilometer.